# Enrico III Giulio di Borbone-Condé
Enrico Giulio di Borbone (Parigi, 29 luglio 1643 – Parigi, 1º aprile 1709), principe del sangue, fu il quinto principe di Condé, duca di Châteauroux, duca di Montmorency, duca d'Enghien (fino alla morte del padre avvenuta nel 1686), duca di Guisa, marchese di Graville, conte di Charolais e pari di Francia; gran maestro di Francia dal 1660 al 1685. Era detto anche Condé il folle e scimmia verde.

## Biografia
Era figlio del Gran Condé e di Chiara Clemenza di Maillé-Brézé ed il cardinale Mazzarino gli fu padrino di battesimo. Seguì il padre in Spagna e con lui rientrò in Francia nel 1659 dopo la firma del trattato dei Pirenei. Nel 1663 ricevette dal re di Polonia Casimiro V il regno di Svezia ed il granducato di Lituania. Alla morte del padre lasciò il titolo di duca d'Enghien per quello di principe di Condé e si installò al Castello di Chantilly.
Fu nominato brigadiere di cavalleria nel 1668, maresciallo di campo nel 1672 e luogotenente generale nel 1673. Fu vice comandante dell'armata del Reno come ufficiale di stato maggiore ma non esercitò mai un effettivo comando poiché né il re Luigi XIV né il suo ministro Louvois potevano fidarsi della sua mente contorta e priva di talento militare, al di là delle altre sue capacità.
Nel 1668 attraverso un abile gioco di crediti e riscatti riuscì a far rientrare in Francia la maggior parte dell'enorme patrimonio di Mademoiselle de Guisa, l'ultima delle principesse di Lorena.
Molto colto, proseguì in Chantilly l'opera culturale del padre. In compenso era collerico, avaro e brutale ed affetto da licantropia clinica, male attribuito ad una tara ereditaria della madre.

## Discendenza
Nel 1663 sposò a Parigi Anna Enrichetta del Palatinato (1648 – 1723), seconda figlia di Edoardo del Palatinato, principe palatino del Reno, e di Anna Maria di Gonzaga-Nevers, dalla quale ebbe:
- Enrico di Borbone-Condé, duca di Borbone, nato a Parigi il 5 novembre 1667 e morto il 5 luglio 1670;
- Luigi III di Borbone-Condé, duca d'Enghien, futuro principe di Condé (1668 – 1710);
- Enrico di Borbone, conte de Clermont, (1672 – 1675);
- Luigi Enrico di Borbone-Condé, conte della Marca, (1673 – 1675);
- Maria Teresa di Borbone-Condé, andata sposa nel 1688 a Francesco Luigi di Borbone-Conti, cugino germano di suo padre;
- Anna di Borbone-Condé, signora d'Enghien, (1670 – 1675);
- Anna Maria Vittoria di Borbone-Condé;
- Anna Luisa Benedetta di Borbone-Condé, andata sposa il 19 marzo 1692 a Luigi Augusto, duca di Maine;
- Maria Anna di Borbone-Condé, signora di Montmorency e d'Enghien, andata sposa a Luigi Giuseppe di Borbone-Vendôme.

## Stemma
| Image | Stemma                                                                        |
| ----- | ----------------------------------------------------------------------------- |
| \| \| | Enrico III Giulio di Borbone-Condé Principe di Condé, Gran Maestro di Francia |
|       |                                                                               |

## Ascendenza
|                                    |                       |                                   | Genitori                       |  |  | Nonni |  |  | Bisnonni                  |  |  | Trisnonni                |  |
|                                    |                       |                                   |                                |  |  |       |  |  | Enrico I di Borbone-Condé |  |  | Luigi I di Borbone-Condé |  |
|                                    |                       |                                   |                                |  |  |       |  |  | Enrico I di Borbone-Condé |  |  | Luigi I di Borbone-Condé |  |
|                                    |                       | Eleonora di Roucy                 |                                |  |  |       |  |  | Enrico I di Borbone-Condé |  |  |                          |  |
| Enrico II di Borbone-Condé         |                       |                                   |                                |  |  |       |  |  | Enrico I di Borbone-Condé |  |  |                          |  |
|                                    |                       | Maria di Clèves                   | Francesco I di Nevers          |  |  |       |  |  |                           |  |  |                          |  |
|                                    |                       | Maria di Clèves                   | Francesco I di Nevers          |  |  |       |  |  |                           |  |  |                          |  |
|                                    |                       | Maria di Clèves                   | Margherita di Vendôme          |  |  |       |  |  |                           |  |  |                          |  |
| Luigi II di Borbone-Condé          |                       | Maria di Clèves                   |                                |  |  |       |  |  |                           |  |  |                          |  |
|                                    |                       | Enrico I di Montmorency           | Anne, duca di Montmerency      |  |  |       |  |  |                           |  |  |                          |  |
|                                    |                       | Enrico I di Montmorency           | Anne, duca di Montmerency      |  |  |       |  |  |                           |  |  |                          |  |
|                                    |                       | Enrico I di Montmorency           | …                              |  |  |       |  |  |                           |  |  |                          |  |
| Carlotta Margherita di Montmorency |                       | Enrico I di Montmorency           |                                |  |  |       |  |  |                           |  |  |                          |  |
|                                    |                       | Luisa di Boudos                   | Giacomo di Boudos              |  |  |       |  |  |                           |  |  |                          |  |
|                                    |                       | Luisa di Boudos                   | Giacomo di Boudos              |  |  |       |  |  |                           |  |  |                          |  |
|                                    |                       | Luisa di Boudos                   | Caterina di Clérmont-Montoison |  |  |       |  |  |                           |  |  |                          |  |
| Enrico III Giulio di Borbone-Condé |                       | Luisa di Boudos                   |                                |  |  |       |  |  |                           |  |  |                          |  |
|                                    | Carlo di Maillé-Brézé | Claudio di Maillé-Brézé           |                                |  |  |       |  |  |                           |  |  |                          |  |
|                                    | Carlo di Maillé-Brézé | Claudio di Maillé-Brézé           |                                |  |  |       |  |  |                           |  |  |                          |  |
|                                    | Carlo di Maillé-Brézé | Robinette Hamon de la Flocellière |                                |  |  |       |  |  |                           |  |  |                          |  |
| Urbano di Maillé-Brézé             | Carlo di Maillé-Brézé |                                   |                                |  |  |       |  |  |                           |  |  |                          |  |
|                                    |                       | Jacqueline de Thévalles           | Giovanni III di Thévalles      |  |  |       |  |  |                           |  |  |                          |  |
|                                    |                       | Jacqueline de Thévalles           | Giovanni III di Thévalles      |  |  |       |  |  |                           |  |  |                          |  |
|                                    |                       | Jacqueline de Thévalles           | Radegonda di Fresnau           |  |  |       |  |  |                           |  |  |                          |  |
| Claire Clemence de Maillé-Brézé    |                       | Jacqueline de Thévalles           |                                |  |  |       |  |  |                           |  |  |                          |  |
|                                    |                       | Francesco du Plessis de Richelieu | Luigi I du Plessis             |  |  |       |  |  |                           |  |  |                          |  |
|                                    |                       | Francesco du Plessis de Richelieu | Luigi I du Plessis             |  |  |       |  |  |                           |  |  |                          |  |
|                                    |                       | Francesco du Plessis de Richelieu | Francesca di Rochechouart      |  |  |       |  |  |                           |  |  |                          |  |
| Nicoletta du Plessis de Richelieu  |                       | Francesco du Plessis de Richelieu |                                |  |  |       |  |  |                           |  |  |                          |  |
|                                    |                       | Susanna de La Porte               | Francesco de La Porte          |  |  |       |  |  |                           |  |  |                          |  |
|                                    |                       | Susanna de La Porte               | Francesco de La Porte          |  |  |       |  |  |                           |  |  |                          |  |
|                                    |                       | Susanna de La Porte               | Claudia Bochart                |  |  |       |  |  |                           |  |  |                          |  |
|                                    |                       | Susanna de La Porte               |                                |  |  |       |  |  |                           |  |  |                          |  |